# Zach Zarba
Zachary „Zach“ Zarba (* 29. April 1975 in New York City, New York) ist ein US-amerikanischer Schiedsrichter im Basketball, der seit dem Jahr 2003 in der NBA tätig ist. Er trägt die Uniform mit der Nummer 15.

## Karriere

### College-Basketball
Vor dem Einstieg in die professionellen Basketballwettbewerbe arbeitete er drei Jahre als College-Basketballschiedsrichter in der Atlantic Coast Conference, Southeastern Conference, Colonial Athletic Association, Atlantic Sun Conference, Ohio Valley Conference und Northeast Conference.

### Continental Basketball Association
Zunächst arbeitete er für ein Jahr als Schiedsrichter in der Continental Basketball Association.

### International Basketball League
Im Anschluss war er zwei Jahre für die International Basketball League am Schiedsrichter im Einsatz.

### National Basketball Association
Zarba begann im Jahr 2003 seine NBA-Schiedsrichterlaufbahn beim Spiel der Orlando Magic gegen die New Orleans Hornets.
Zuvor war er zwei Jahre als Schiedsrichter in der NBA G-League tätig.